# 사회적 평등
사회적 평등이란 사회에서 인간의 평등이 구현되는 바를 가리킨다.

## 개념
인간의 평등은 사회적 조건이 구비되었을 때 실현가능하다. 근세 초기에 인간이 평등해야 한다는 이념을 내세운 것은 인간은 사회적으로 출생과 함께 매우 불평등한 대우를 받고 있었기 때문이다. 즉, 신분적인 불평등을 타파하지 않으면 인간은 자아를 실현할 수가 없었다.
농민의 아들로 태어나면 아무리 재주가 뛰어나고 큰 뜻을 품고 있다고 하더라도 농부의 신세를 벗어날 길이 없는 상태는 개인의 불행이며, 사회적으로도 큰 손실이다. 그러므로 사람이 원하는 바를 행할 수 있는 상태를 만들기 위해 인간 평등의 원리가 높게 제창되었으며 이로 인해서 근세인은 과거의 신분적·계급적 구속에서 해방되어 각자가 재능과 희망을 발휘하는 자유를 누리게 되었다. 근세의 자유는 인격의 평등에서 도출된 하나의 이념이고 실천이다.
농노적인 구속이나 노예의 신분적 구속의 배제는 인격의 평등 때문이고 그러게 구속이 배제된 결과는 모든 사람이 상하없이 자유를 누릴 수 있는 사회를 실현한 것이다. 자유주의의 결과 근세 시민사회에는 변화가 일어났다. 그것은 산업혁명을 통한 경제의 발전이 나아갔다는 사실이다. 인류는 주로 농업을 주된 산업으로 생활하는 삶이 동서양을 막론하고 수천 년간 지속되었다. 이러한 농업 위주의 사회에는 인간의 생활도 비교적 간단하고 겸소하며 또 물질적인 생활이 인생에 대해서 지니는 비중도 큰 것이 아니었다.
그러나 근대에 들어와서 산업혁명을 치른 결과 인간의 물질적 생활 정도는 매우 높아졌다. 또한 이러한 물질적 문명은 과거와 같은 소수의 왕공이나 귀족들만이 누리는 것이 아니고 모든 인간이 누릴 수 있는 범인간적에 그 특징이 있다. 따라서 근대사회는 물질적 풍요가 큰 특징의 하나이고, 인간의 생활은 이러한 풍요한 물질 속에서 편리하고 고도로 발달된 생활수단의 혜택 속에서 삶을 즐기는 시대로 되었다. 이와 같이 물질적으로 풍요한 사회에서는 물질 그 자체가 인간생활 속에서 크게 차지하게 되었다.
과거의 인류는 물질적으로 단순한 생활을 해왔기 때문에 물질적인 차이가 인간의 전 생활영역 속에서 차지하는 비중은 근대 시민들보다는 훨씬 적었다. 그런데 물질적으로 생활수단이 고도화함에 따라 이제는 물질의 다과나 빈부의 차이는 인간의 행복과 불행 여부에 결정적인 요소로 작용하게 되고, 가난은 불행과 직결되는 사태에까지 이르렀다.
자본주의 사회가 성숙하며 사회 속에는 빈부의 차이가 생겨나고, 이 차이는 개인의 힘으로는 극복할 수 없는 장벽을 이루게 되었다. 인간의 평등, 즉 인격의 평등에서 시작된 근대가 경제적 불평등에 도달했고, 자본주의 사회가 커짐에 따라 생활조건의 불평등은 인격의 평등을 부인하는 상태가 되었다. 이는 경제적 생활의 불평등 속에서 인격의 평등을 부른다는 것은 용기와 조건의 뒷받침이 있어야 한다. 인격의 평등을 이룩하기 위해서는 경제적 불평등을 제거하는 사회적 조건과 제도의 형성이 절실했다.

## 평등 사회
세계사는 근·현대 사회를 평등 사회로 규정한다. 말 그대로 사회와 인간이 평등해졌다는 것이다. 과거의 봉건사회는 신분의 귀천이 있어 귀족과 양반이 권력과 부를 독점, 세습하고 대다수 양민과 노비를 혹사시키고 착취하던 잔인하고 비인도적인 불평등 사회였으나 근현대에는 평범한 사람과 민중이 직장과 사회, 국가의 주인으로서의 역할과 권력을 평등하게 행사할 수 있는 사회다. 그러나 기이하게도 대부분의 대중은 평등사회라는 말을 낯설어하며 평등과 평등사회의 개념이 무엇을 의미하는지 알지 못한다. 반세기에 걸친 독재정치하의 대중조작과 우민화, 반공이데올로기 세뇌 때문이다.
평등 이념의 맹아는 멀리 올라가지만 평등의 실질적 구현은 18세기 시민혁명의 성공에서 비록됐으니 200여년의 역사를 지닌 뿌리깊은 사상이다. 시민혁명 당시의 유럽은 상위 2%정도의 귀족들이 권력과 부를 독점한 채 나머지 98%의 시민과 노예를 지배하던 사회였다. 프랑스혁명은 이런 상황을 뒤엎고 완전히 새로운 사회, 평등한 참 인간의 시대를 최초로 열었다. 그러나 이때의 평등은 법, 제도상의 평등이었지 실질적 평등은 아니었다. 사회주의, 공산주의 사상이 나오고 1917년 러시아혁명이 성공함으로서 노동자, 농민 등 약자들도 평등하게 살 수 있게 되었다. 러시아혁명은 유럽에도 큰 영향을 미쳤는데, 오히려 유럽이 더 정치, 경제적으로 평등한 생활을 누리게 되는 계기가 되었다. 그러나 여자아이들의 인권과 평등은 아직 요원했다. 1968년의 세계적 68 혁명으로 여성 등의 사회적 약자들의 권리가 보장되고 명실공히 인류 평등 시대에 들어선 것이다. 그러니까 역사적으로 평등은 소수의 부르주아 시민에서 노동자, 여성 순으로 확장, 보장되었고, 다시 법적 평등에서 정치적, 경제적, 사회, 문화적 평등으로 영역과 폭이 확대된 것이다.
한국에서도 양반과 상민·노비로 갈려 소수의 양반층이 민중을 가혹하게 억압, 착취하던 시대를 동학사상의 대두로 혁명이 발발하여 세상이 뒤바뀌기 시작했다. 동학도들끼리는 남녀노소, 빈부귀천 가리지 않고 서로를 평등하게 대우했다.(사인여천, 인내천). 그러나 식민기를 거치면서 평등 사상이 희박해졌고 오랜 독재정치로 평등사상은 사라졌다. 그리고 5, 18광주항쟁과 87년 6월 민중항쟁으로 민주주의가 부활함으로써 다시 평등사상으로 돌아왔다. 그러나 평등의 세계사와 민족적 체험이 있었음에도 현재 한국사회는 전혀 평등하지가 않다. 경제, 군사적으로는 선진을 넘어 일류 국가를 부르면서도 인간의 경제적 평등은 고사하고 평등의 초보 단계인 법적 정치권력적 평등도 정착시키지 못하고 있다. 사회복지 수준, 사회구성원의 대다수인 노동자의 지위와 권한, 여성의 권리 등에 있어 일류가 아닌 것이다.
평등이냐, 불평등 문제는 인간이냐 비인간이냐 하는 문제로 인류사적으로 중요하다.

## 같이 보기
- 평등
- 평등주의
- 사회적 불평등